# Panalus
Panalus is een geslacht van hooiwagens uit de familie Cranaidae.
De wetenschappelijke naam Panalus is voor het eerst geldig gepubliceerd door C.J.Goodnight & M.L.Goodnight in 1947. 

## Soorten
Panalus is monotypisch en omvat slechts de volgende soort:
- Panalus robustus